# Gysbert Behagen
Gysbert Behagen (8. marts 1725 i Hamborg – 17. december 1783 i København) var en dansk handelsmand og direktør i Asiatisk Kompagni.

## Karriere
Han var søn af vinhandler Anthony Behagen (1687-1727) og Petronelle Elisabeth Mestecker (1703-1778, gift 2. gang 1732 med den københavnske handelsmand, etatsråd Joost van Hemert, 1696–1775). Da han var ni år gammel, giftede hans moder sig anden gang med chefen for et af Danmarks største handelshuse, Joost van Hemert. Det faldt derefter naturligt, at Behagen blev opdraget til handelen, hvortil han sikkert har medbragt gode evner, som han udviklede ved ihærdig virksomhed i stedfaderens omfattende forretning, hvor han blev kompagnon. Man nærede også den tillid til hans handelsdygtighed, at man på en generalforsamling 1761 udnævnte ham til "handelskyndig Hovedparticipant" og 1769 til direktør i det dengang mægtige Asiatiske Kompagni. Da oktrojen 1772 skulle fornyes, ytrede der sig dog en del misfornøjelse med direktionen. Kompagniet beskyldtes for at have ligget i dvale i de sidste år, og en ny direktion valgtes. Samtidig udspandt sig heraf en hel pennefejde mellem datidens betydeligste handelsmænd, hvori også Behagen deltog.
Behagen, der var blevet agent 1760 og grosserer i København samme år, havde også ved samme tid fungeret i Kurantbankens tjeneste, hvor han o. 1765 blev bankokommissarius. 1764 fik han privilegium på at anlægge et sukkerraffinaderi i sin gård på Christianshavn. 1776 blev han etatsråd, og 1782 optoges han i den danske adelsstand med tilladelse til fremdeles at føre det fra hans forfædre arvede våben. Han døde 17. december 1783.

## Ægteskab
Behagen blev gift 9. april 1755 i Reformert Kirke med Elisabeth Gertrud Wasserfall (døbt 1. april 1731 i København - 9. april 1797 sammesteds), datter af købmand Johan Henrik Wasserfall (død 1748) og Catharina Lomberg (død 1750). Med hende havde han flere børn.
Han er begravet på Reformert Kirkegård.